# Roots (album Bonfire)
Roots – album zespołu Bonfire, wydany 26 lutego 2021 roku nakładem wytwórni AFM Records na CD i LP.

## Powstanie
Z powodu pandemii COVID-19 konieczne było odwołanie trasy koncertowej promującej album Fistful of Fire. W zamian zespół z inicjatywy Hansa Zillera postanowił nagrać album akustyczny. Aby pozyskać fundusze na ten cel, uruchomiono projekt crowdfundingowy, który obejmował również nagranie dodatkowych piosenek na nowy album.
Podczas procesu tworzenia albumu zmieniono jego typ z akustycznego na „almost unplugged”. Wynikało to z niezadowolenia Zillera, który w efekcie tego postanowił dodać gitary elektryczne. Na albumie znalazły się utwory z całej twórczości Bonfire, począwszy od albumu Don’t Touch the Light, a skończywszy na Fistful of Fire. W niektórych piosenkach zastosowano krótkie riffy pochodzące z takich utworów, jak „Sweet Home Alabama”, „Paint It, Black” czy „Stairway to Heaven”. Dodanie tych riffów było pomysłem Zillera, który w ten sposób chciał uhonorować ulubione piosenki swojej młodości. Stąd też powstał tytuł albumu.
Nagrań dokonano latem 2020 roku w Flatliners Recording Studios w Ingolstadt. Gościnnie w nagraniach udział wzięli między innymi współpracujący już z zespołem przy okazji albumu Fireworks Martin Ernst, a także żona gitarzysty, Lydia Pané. W ramach promocji albumu nagrano teledyski do piosenek „Love Don't Lie” oraz „American Nights”. Album został wydany na dwóch płytach CD oraz w limitowanej edycji na dwóch płytach winylowych, przy czym edycja limitowana nie zawierała utworów bonusowych.

## Odbiór
Album zajął 68. miejsce na niemieckiej oraz 65. miejsce na szwajcarskiej liście przebojów.

## Lista utworów

### CD 1
1. „Starin' Eyes” (5:21)
2. „American Nights” (3:51)
3. „Let Me Be Your Water” (4:55)
4. „Price Of Lovin' You” (3:10)
5. „Comin' Home” (6:04)
6. „Ready 4 Reaction” (4:28)
7. „Give It A Try” (4:29)
8. „Sleeping All Alone” (3:38)
9. „Who’s Foolin’ Who” (3:41)
10. „Why Is It Never Enough” (4:18)

### CD 2
1. „Fantasy” (4:03)
2. „When An Old Man Cries” (5:28)
3. „Love Don't Lie” (5:41)
4. „Lonely Nights” (4:46)
5. „Under Blue Skies” (4:50)
6. „You Make Me Feel” (4:41)
7. „No More” (4:25)
8. „The Devil Made Me Do It” (3:25)
9. „Without You” (4:46)
10. „Your Love Is Heaven To Me” (bonus) (3:29)
11. „Piece Of My Heart” (bonus) (2:49)
12. „Youngbloods” (bonus) (3:45)
13. „Our Hearts Don't Feel The Same” (bonus) (4:34)
14. „Wolfmen” (bonus) (3:36)

## Wykonawcy
- Alexx Stahl – wokal
- Hans Ziller – gitara prowadząca, gitara rytmiczna, wokal wspierający
- Frank Pané – gitara prowadząca, gitara rytmiczna, wokal wspierający
- Ronnie Parkes – gitara basowa, wokal wspierający
- André Hilgers – perkusja
- Martin Ernst – organy Hammonda
- Alessandro Del Vecchio – wokal wspierający
- Lydia Pané – wokal („Let Me Be Your Water”, „Love Don't Lie”)
- Oliver Philipps – fortepian („Comin' Home”)